# هندسة تحليلية

الإحداثيات الديكارتية.

في الرياضيات الكلاسيكية، الهندسة التحليلية (بالإنجليزية: Analytic geometry)‏ وتدعى أيضاً الهندسة الإحداثية أو التنسيقية وسابقاً الهندسة الديكارتية، هي فرع المعرفة الرياضية الذي يدرس الهندسة باستعمال نظام الإحداثيات ومبادئ الجبر والتحليل الرياضي. تُستَّعمل الهندسة التحليلية بشكل واسع في الفيزياء والهندسة التطبيقية كما تمثل الأساس الذي بُني عليه باقي مجالات الهندسة كالهندسة الجبرية والهندسة التفاضلية والهندسة المتقطعة والهندسة الحاسوبية.
تهتم الهندسة التحليلية بالمواضيع ذاتها التي تهتم بها الهندسة التقليدية، غير أنها تتيح طرقاً أيسر لبرهان العديد من النظريات وتلعب دوراً مهما في حساب المثلثات وحساب التفاضل والتكامل، وتهتم أيضاً بدراسة الخواص الهندسية للأشكال باستخدام الوسائل الجبرية. عادة تستخدم جمل إحداثيات ديكارتية لوصف نقاط الفراغ بدلالة أعداد هي الإحداثيات ثم يتم إيجاد المعادلة الجبرية التي تصف الدائرة أوالقطع الناقص أوالقطع المكافيء أو غيرها.

## التاريخ

### اليونان القديمة
حل عالم الرياضيات اليوناني مينايخموس معضلات وبرهن على مبرهنات باستعمال طرقا تملك الكثير من الشبه مع نظام الإحداثيات وقد قيل في بعض الإحيان أنه هو من ابتكر الهندسة التحليلية.

### الفرس
في القرن الحادي عشر الميلادي، رأى عالم الرياضيات الفارسي عمر الخيام علاقة قوية بين الجبر والهندسة، متجهاً نحو الاتجاه الصحيح حينما ساعد على سد الفراغ الموجود بين الجبر العددي والجبر الهندسي من خلال حلحلته الهندسية للمعادلات التكعيبية العامة، ولكن الخطوة النهائية أتت فيما بعد مع ديكارت.

### أوروبا الغربية
عادة ما تنسب الهندسة التحليلية إلى ديكارت الذي حقق تطورات مهمة نشرها في عمل له عنوانه الهندسة. كتب هذا العمل باللغة الفرنسية ونُشر عام 1637. ولكن بيير دي فيرما كان أيضا من السباقين في تطور الهندسة التحليلية.
الهندسة الديكارتية هي تسمية محتملة للهندسة التحليلية. سميت هكذا نسبة إلى ديكارت.

## الإحداثيات

تمثيل لنظام إحداثي ديكارتي مستو. بُينت أربع نقاط مع إحداثياتهن على صورة (س،ص): (3,2) باللون الأخضر، (−1,3) باللون الأحمر، (−1.5,−2.5) باللون الأزرق، وأصل المَعلم (0,0) باللون البنفسجي.

في الهندسة التحليلية، يزود المستوى بنظام إحداثيات، حيث تمتلك كل نقطة زوجا إحداثيات يعبر عنها بأعداد حقيقية.

### الإحداثيات الديكارتية (في المستوى أو في الفضاء)
أكثر نظم الإحداثيات استعمالا وانتشارا هو نظام الإحداثيات الديكارتي، وفيه يتم تمثيل كل نقطة بزوج مرتب من الإحادثيات يُرمز له بالرمز: (س، ص) أو بالإنجليزية (من اليسار إلى اليمين): {\displaystyle (x,y)}. حيث تمثل (س) الإحداثي الأفقي، وتمثل (ص) الإحداثي الرأسي. ويمكن توسيع ذلك عند الحديث عن الفراغ الثلاثي الأبعاد أو ما يُعرف بالفضاء الإقليدي حيث نستخدم الإحداثي الثالث (ع) أو {\displaystyle (z)} ليتم التعبير عن النقطة على صورة: (س، ص، ع) أو بالإنجليزية: {\displaystyle (x,y,z)}.
يتم تمثيل كل نقطة في المستوي ببعدها عن مستقيمين متعامدين يلتقيان في نقطة تسمى نقطة الأصل (0، 0). يسمي المستقيمان المتعامدان محوري الإحداثيات. المحور الأفقي هو المحور السيني (س) أو محور {\displaystyle (x)} أو محور الأفاصيل، والمحور الرأسي هو المحو الصادي (ص) أو محور {\displaystyle (y)} أو محور الأراتيب.
يحدد موقع النقاط في المستوي بإعطائها إحداثيين على خطي الأعداد على صورة (س، ص) أو بالإنجليزية {\displaystyle (x,y)}.
ويسمي {\displaystyle x} الإحداثي السيني وهو يحدد موقع النقطة بالنسبة لمحور السينات بينما يحدد {\displaystyle y} الإحداثي الصادي موقع النقطة بالنسبة لمحور الصادات ويكتب هذان الإحداثيان على صورة زوج مرتب {\displaystyle (x,y)}.
- ترتبط كل نقطة في المستوي بزوج مرتب وحيد من الأعداد {\displaystyle (x,y)} وأيضا كل زوج مرتب يرتبط بنقطة واحدة وواحدة فقط في المستوي.
- محوري الإحداثيات يقسمان المستوي الإحداثي إلى أربعة أجزاء :
  - الربع الأول: وفيه كل نقطة {\displaystyle (x,y)} تحقق الشرطين:{\displaystyle (x>0,y>0)}.
  - الربع الثاني: وفيه كل نقطة {\displaystyle (x,y)} تحقق الشرطين:{\displaystyle (x<0,y>0)}.
  - الربع الثالث: وفيه كل نقطة {\displaystyle (x,y)} تحقق الشرطين:{\displaystyle (x<0,y<0)}.
  - الربع الرابع: وفيه كل نقطة {\displaystyle (x,y)} تحقق الشرطين:{\displaystyle (x>0,y<0)}.

كذلك يمكن وصف المحور السيني والمحور الصادي كمجموعة من النقاط كالتالي :
- المحور السيني : وفيه كل نقطة {\displaystyle (x,y)} تحقق الشرط:(y = 0).
- المحور الصادي: وفيه كل نقطة {\displaystyle (x,y)} تحقق الشرط:(x = 0).

### الإحداثيات القطبية (في المستوى)
في نظام الإحداثيات القطبية، تمثَّل كل نقطة في المستوى الإقليدي بالمسافة r التي تفصلها عن أصل المعلم وبالزاوية θ علما أن هذه الزاوية تُقاس ابتداءا من محور الأفاصيل، من الجهة الموجبة (أي جهة اليمين)، وفي عكس عقارب الساعة. باستعمال هاتين القاعدتين، تمثَّل نقط المستوى بزوج مرتب (r, θ). المرور من نظام إحداثيات ديكارتي إلى نظام إحداثيات قطبي وعكس ذلك مُمكنان باستعمال الصيغ التالية:
{\displaystyle x=r\,cos\theta ,\,y=r\,sin\theta ;\,r={\sqrt {x^{2}+y^{2}}},\,\theta =\arctan(y/x)} .
يعمم هذا النظام إلى الفضاء ثلاثي الأبعاد باستعمال نظام إحداثي أسطواني أو نظام إحداثي كروي.

### الإحداثيات الأسطوانية (في الفضاء)
في النظام الإحداثي الأسطواني، كل نقطة في الفضاء ممثلة بارتفاعها z، وبشعاعها r المبتعدة به عن المحور z، وبالزاوية θ، التي يكونها إسقاط النقطة على المستوى xy نسبة إلى المحورين الأفقيين (أي محوري الأفاصيل والأراتوب).

### الإحداثيات الكروية (في الفضاء)
في النظام الإحداثي الكروي، كل نقطة في الفضاء ممثلة بالمسافة التي تفصلها عن أصل المعلم، وبالزاوية التي يكونها إسقاط هذه النقطة على المستوى xy نسبة إلى المحورين الأفققين وبالزاوية التي تكونها هذه النقطة نسبة إلى محور الارتفاعات z.

## معادلات المنحنيات
في الهندسة التحليلية، أي معادلة تمثل مجموعة جزئية من المستوى تسمى مجموعة الحل لهذه المعادلة. على سبيل المثال، المعادلة {\displaystyle y=x} تمثل مجموعة كل النقط في مستوى {\displaystyle xy} التي تكون قيمة إحداثي {\displaystyle x} تساوي قيمة إحداثي {\displaystyle y}. وهذه النقط تكون خطا مستقيما، وتسمى الصيغة {\displaystyle y=x} بأنها معادلة هذا الخط. وبصورة عامة فإن المعادلات الخطية تمثل خطوطا، والمعادلة التربيعية تمثل قطعا مخروطيا بينما المعادلات ذات الدرجات الأعلى تمثل منحنيات أكثر تعقيدا. فالمعادلة {\displaystyle r^{2}=x^{2}+y^{2}} تمثل دائرة نصف قطرها {\displaystyle r}.
وعادة، المعادلة الواحدة يمثلها منحنى في المستوى. ولكن لهذه القاعدة بعض الاستثناءات، فمثلا المعادلة: {\displaystyle x=x} تمثل كل المستوى، بينما المعادلة {\displaystyle x^{2}+y^{2}=0} فتمثل نقطة واحدة هي {\displaystyle (0,0)}.
في الفراغ الثلاثي نجد أن المعادلة عادة ما تمثل سطحا، ويكون المنحنى هو تقاطع سطحين معا.

### المسافة والزاوية

الصيغة التي تعطي المسافة بن نقطتين في المستوى تنبثق من مبرهنة فيثاغورس.

لتكن {\displaystyle [AB]} قطعة مستقيمة حيث {\displaystyle A=(x_{a},y_{a})} و {\displaystyle B=(x_{b},y_{b})} معرفتين في المستوى. المسافة بين النقطتين {\displaystyle A} و {\displaystyle B}هي :
{\displaystyle AB={\sqrt {(x_{b}-x_{a})^{2}+(y_{b}-y_{a})^{2}}}\!}
وفي الشكل المجاور تكون المسافة {\displaystyle [d]} بين النقطتين {\displaystyle (x_{1},y_{1})} و {\displaystyle (x_{2},y_{2})} تعطى بالقانون:
{\displaystyle d={\sqrt {(x_{2}-x_{1})^{2}+(y_{2}-y_{1})^{2}}}\!}
تقوم الهندسة التحليلية بوصف الأشكال الهندسية بطريقة جبرية عددية، واستخراج معلومات رقمية من تمثيلات هندسية.
مثال الشكل الجبري للدائرة هي : {\displaystyle (x-2)^{2}+(y-2)^{2}=25} حيث نصف قطر الدائرة هنا هو 5 الذي حصلنا عليه من جذر الطرف الآخر من المعادلة.

## بعض القوانين في الهندسة التحيلية

### إحداثيا نقطة منتصف قطعة مستقيمة
إحداثيا نقطة المنتصف لقطعة مستقيمة AB هي :
{\displaystyle [(x1+x2)/2,(y1+y2)/2]}

### ميل الخط المستقيم
ميل الخط المستقيم هو ظل الزاوية المحصورة بين محور السينات الموجب والمستقيم. ويساوي التغير في الاحداثيات الصادية إلى التغير في الاحداثيات السينية.
المستقيم الذي يمر بالنقطتين (x1،y1) و (x2،y2) ميله هو:
م= (y2-y1)/(x2-x1) حيث x1 لا تساوي x2.
م= ظاهـ، حيث هـ هي الزاوية المحصورة بين محور السينات الموجب والمستقيم.
المستقيم الذي يوازي محور الصادات ميله غير محدد، والمستقيم الذي يوازي محور السينات ميله يساوي صفرا.